# Валюкевич, Геннадий Иванович
Геннадий Иванович Валюкевич (1 июня 1958, Липск, Брестская область — 30 декабря 2019, Минск) — белорусский советский спортсмен (лёгкая атлетика, тройной прыжок). Мастер спорта СССР международного класса (1978). Отец Дмитрия Валюкевича и Валюкевича Трофима.

## Биография
С 1976 студент Белорусского института физической культуры.

## Спортивные достижения
Чемпион Европы в закрытом помещении (1979, Вена) и среди юниоров (1977, Донецк), Спартакиады народов СССР (1979). Победитель и призёр международных и всесоюзных соревнований.
Лучший результат — 17,29 м (1979, высшее мировое достижение для залов).